# Kubark Counterintelligence Interrogation
Il Kubark Counterintelligence Interrogation è un manuale su tecniche di interrogatorio coercitive (ovvero di tortura) e non coercitive, di diretta derivazione militare, elaborato dalla CIA (Central Intelligence Agency) a seguito degli esperimenti condotti nel progetto MKULTRA.
La parola Kubark è un criptonimo con cui la CIA designava se stessa.

## Storia
Il testo, del giugno 1963, è stato tenuto segreto fino al 24 gennaio 1997, quando è stato desecretato dalla NSA (National Security Agency) insieme ad un altro documento della CIA, lo Human Resource Exploitation Manual del 1983, per la cui realizzazione fu utilizzato in larga misura anche il "Kubark".
La divulgazione è stata possibile in seguito all'applicazione del Freedom of Information Act (FOIA), una legge degli Stati Uniti che obbliga il Governo a rendere noti i documenti ufficiali.
Molte delle tecniche descritte nel manuale sono state usate in prigioni militari e della CIA (come Guantanamo Bay e Abu Ghraib) secondo quanto riportato dalle commissioni investigative sulle tecniche di interrogatorio potenziato.

## Contenuto e struttura
Il Kubark Counterintelligence Interrogation è un rapporto di oltre 130 pagine basato su ricerche e inchieste scientifiche condotte da specialisti (contiene un'approfondita bibliografia) e redatto per l'addestramento all'ottenimento di informazioni di intelligence utili e necessarie alla sicurezza nazionale.
Il manuale è strutturato in dieci parti nelle quali vengono analizzate le figure dell'interrogato e dell'interrogante, lo screening (indagine, verifica) e i preliminari all'interrogatorio, le tecniche di controspionaggio (CI - counterintelligence) non coercitive e quelle coercitive in caso di “fonti resistenti” (resistant sources). Lo studio inizia con la trattazione dell'interrogatorio in generale (parti I, II, III, IV, V, VI) e continua con l'interrogatorio di controspionaggio (VII) e dell'esame di fonti resistenti (VIII, IX, X).
Il testo è stato diffuso con numerose parole e righe censurate; sono presenti parole in codice, alcune delle quali svelate, come Kubark che indica la CIA, MKULTRA cioè un progetto segreto della CIA (terminato nel 1973) per realizzare esperimenti sul controllo della mente umana, odenvy che sarebbe l'FBI (Federal Bureau of Investigation).

## Utilizzo
Il manuale è stato usato dagli agenti della CIA, almeno fino alla stesura dello Human Resources Exploitation, negli interrogatori durante tutto il periodo di opposizione al blocco sovietico-comunista, in Vietnam e ancora nei primi anni ottanta durante le operazioni in America Latina.
Fu poi utilizzato presso la “The School of the Americas”, una sede di addestramento dell'esercito statunitense situata a Panama dove i soldati venivano istruiti alle azioni militari sul campo e ai metodi per carpire al nemico informazioni utili. Tra gli allievi si annoverano alcuni tra i personaggi più sanguinari dell'America centro-meridionale, tra i quali Manuel Noriega e Omar Torrijos (Panamá), Leopoldo Galtieri e Roberto Eduardo Viola (Argentina), Hugo Banzer Suárez (Bolivia).
Il manuale ha resistito all'erosione del tempo, fungendo da testo fondamentale per lo sviluppo di guide successive e per l'approvazione di tecniche che hanno caratterizzato il modus operandi della CIA durante la Guerra al terrore, per esempio il waterboarding.